# Apolexis tshiaberimuensis
Apolexis tshiaberimuensis är en insektsart som beskrevs av Synave 1963. Apolexis tshiaberimuensis ingår i släktet Apolexis och familjen Flatidae. Inga underarter finns listade i Catalogue of Life.